# Räuberberg (Kletzin)

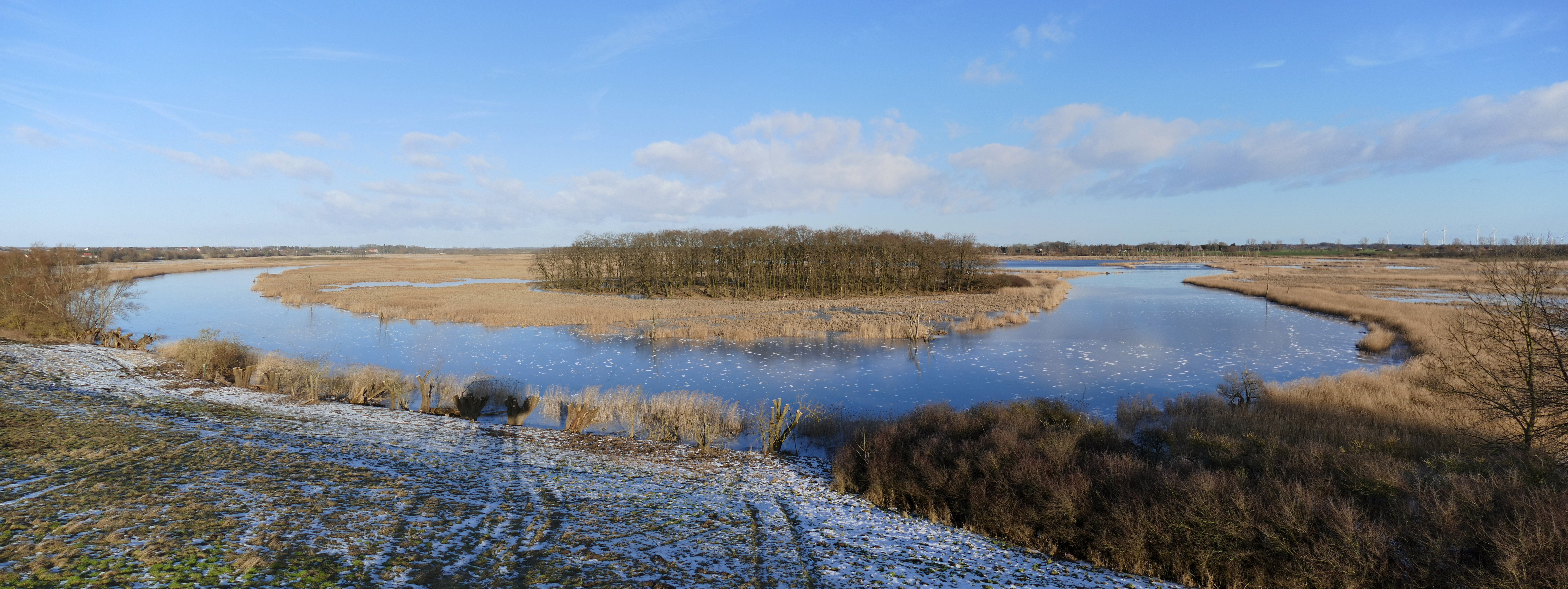
Der bewaldete Räuberberg in der Pensiner Peeneschleife

Der Räuberberg ist ein slawischer Burgwall in der Gemeinde Kletzin im Landkreis Mecklenburgische Seenplatte. Er befindet sich als flache, baumbestandene Anhöhe im Peenetal, rund 1,45 km westlich von Pensin, innerhalb der sogenannten Peeneschleife, einem Altarm der Peene südöstlich des Ortes Randow. 
Es handelte sich um eine Niederungsburg oder eine befestigte Siedlung mit einer Ausdehnung von 150 m mal 90 m. Durch Funde von Sukower, Feldberger, Freesendorfer und Menkendorfer Keramik wurde die Anlage auf das 7. bis 9. Jahrhundert datiert.